# Un pueblo llamado Misericordia
Un pueblo llamado Misericordia (A Town Called Mercy) es el tercer episodio de la séptima temporada moderna de la serie británica de ciencia ficción Doctor Who, emitido originalmente el 15 de septiembre de 2012. La mayor parte del episodio se rodó en Fort Bravo, en el desierto de Tabernas, Almería, España.

## Argumento
El Undécimo Doctor, Amy Pond y Rory Williams, mientras iban al festival del Día de los Muertos en México con la TARDIS, en su lugar aterrizaron en el pueblo de Misericordia, cerca de la frontera entre Estados Unidos y México, en la época del Lejano Oeste. El Doctor siente curiosidad ante un anillo de piedras y madera que rodea el pueblo, y el que haya electricidad en el pueblo diez años antes de tiempo. Descubren por el sheriff del pueblo, Isaac, que llevan sitiados en el pueblo tres semanas por "el Pistolero", que usa armas alienígenas para amenazar con matar a cualquiera que intente abandonar la ciudad, y evita que lleguen suministros al pueblo. El Pistolero demanda al pueblo que entregue "al doctor", que el Doctor deduce que no es él mismo, sino un alienígena humanoide que se esconde en la celda del sheriff. El alienígena se presenta como Kahler-Jex, que se ha estrellado en la Tierra unos diez años atrás, y fue rescatado por el pueblo. A cambio, Jex ha ayudado al pueblo como su médico, acabando con una epidemia de cólera y proporcionando al pueblo electricidad primitiva. Sin embargo, los suministros de comida están prácticamente vacíos, y aunque la situación se está haciendo cada vez más desesperada, el sheriff se resiste a entregar a Jex.
El Doctor se ofrece a traer la TARDIS y evacuar el pueblo, saliendo a caballo para recogerla mientras Isaac y Rory distraen al Pistolero. El Doctor pasa junto a la nave de Jex y entra en ella, aunque al hacerlo dispara una alarma que se oye en kilómetros a la redonda. Revisa los registros de Jex, y descubre que formaba parte de un equipo de científicos de su planeta desgarrado por la guerra, que experimentaron en un cierto número de voluntarios para convertirlos en cyborgs, que o murieron o mataron a un incontable número de personas en batalla. Espantado, el Doctor sale de la nave y encuentra al Pistolero esperándole, y se da cuenta de que es uno de los sujetos de Jex. El Pistolero afirma que busca venganza contra aquellos que le crearon, siendo Jex el último que queda vivo; le explica que su programación evita que mate inocentes, creando el anillo alrededor de Misericordia para proteger a los lugareños mientras Jex estuviera a su cuidado, pero exige al Doctor que la siguiente persona que cruce esa línea sea Jex.
El Doctor regresa a Misericordia, y enfurecido arrastra a Jex fuera de la ciudad, seguido por sus acompañantes y los preocupados lugareños. Cuando obliga a Jex a cruzar la línea a punta de pistola, Amy le dice al Doctor que ha cambiado a peor por pasar tantos meses viajando solo. El Pistolero llega y apunta con su arma contra Jex. Este intenta decirle que ha cambiado y se arrepiente de su pasado, pero esto no ablanda al cyborg. Cuando está a punto de disparar, Isaac empuja a Jex de la trayectoria, recibiendo él el disparo. Antes de morir, le entrega su estrella de sheriff al Doctor y le pide que proteja el pueblo. El Pistolero se marcha, avisando de que volverá al amanecer para ir a por Jex, incluso aunque eso ponga a la gente del pueblo en peligro.
Durante la noche, Jex le explica su culpa al Doctor, mostrando arrepentimiento por su pasado y sabiendo lo que le espera en la otra vida. Una enfurecida muchedumbre llega para exigir que les entreguen a Jex, pero el Doctor avisa que al hacerlo no estarán honorificando la muerte de Isaac. Siguiendo la discusión con Jex le da al Doctor una idea para un plan. Al día siguiente, cuando el Pistolero llega, el Doctor le distrae amplificando la electricidad de la ciudad, mientras otros lugareños, que llevan maquillaje similar al diseño facial de Jex, se mueven entre edificios para confundir al cyborg. Mientras tanto, Jex escapa en su nave, como planeó el Doctor, pero en lugar de volver al espacio, Jex inicia la autodestrucción de la nave con él dentro. Antes de morir, Jex explica que, no importa donde fuera, el Pistolero le seguiría y morirían más inocentes en el fuego cruzado, y que él desea realmente pagar por su pasado, por lo que su última acción será acabar la guerra del Pistolero e ir al encuentro de las almas de aquellos a los que hizo daño. El Pistolero queda desolado al terminar su búsqueda de venganza y darse cuenta de que Jex no era mucho peor de lo que es él, y se dispone a autodestruirse lejos del pueblo, cuando el Doctor le propone que se convierta en el nuevo sheriff. El Doctor se lleva a Amy y Rory a casa, mientras el Pistolero queda como protector eterno de Misericordia.

## Producción
Para darle a cada episodio de la temporada un aspecto diferente, el show runner Steven Moffat sugirió el tema del Lejano Oeste al escritor Toby Whithouse, así como que el episodio podría ir sobre un pueblo aterrorizado por un robot. Moffat estaba encantado de poner a Matt Smith en una ambientación del Oeste, y le calificó como una de las últimas personas que alguien esperaría ver sustituyendo a Clint Eastwood. Whithouse había escrito anteriormente Reunión escolar (2006), Los vampiros de Venecia (2010) y El complejo de Dios (2011). Dijo que el Oeste era un género sobre el que nunca había escrito antes, pero "absolutamente le encantó". Era un género que no había aparecido en Doctor Who desde 1966 con el serial The Gunfighters. Whithouse recibió el consejo de varias personas de no ver ese serial, diciéndole que "no era precisamente la joya de la corona". Whithouse se sintió obligado a incluir tópicos del género, como el Doctor montando a caballo o un duelo. Dijo que la escena más difícil de escribir fue cuando el Doctor se ve obligado a usar una pistola. El Doctor es un pacifista, y necesitaría "la clase exacta de viaje emocional" para hacerlo.
Whithouse prefería que el villano cyborg fuera tridimensional y que atrajera simpatía, lo que requeriría que tuviera una "conciencia viva" en lugar de ser simplemente un "autómata sin alma". Quería que recordar al monstruo de Frankenstein, y después calificó el diseño de "fantástico". Llevaba en torno a tres horas y media que le aplicaran a Andrew Brooke todo el maquillaje. Por el vestuario, Brook tenía que interpretar sólo con el ojo izquierdo. Smith alabó a los actores Ben Browder y Adrian Scarborough, al primero porque "hizo un buen cowboy" con "ese gran arrastre de palabras", y del segundo dijo que "robó el episodio completo". Browder recibió la oferta del papel y la aceptó encantado. Sabía del programa porque sus hijos lo habían visto, y también quería hacer un western. Whithouse quedó "emocionado" con la interpretación de Browder, ya que era exactamente como había imaginado el personaje.
Un pueblo llamado Misericordia y el anterior Dinosaurios en una nave espacial fueron los primeros episodios en rodarse de la séptima temporada, y los dos fueron dirigidos por Saul Metzstein. Son los dos primeros trabajos de Metzstein en Doctor Who. Gran parte del episodio se rodó en el desierto de Tabernas, en Almería, España, donde hay unos estudios en los que se rodaron más 100 películas del Oeste, como Por un puñado de dólares, entre otras. Rodar en España era más barato que construir un decorado en el Reino Unido. Moffat dijo: "Sabíamos desde el principio que necesitábamos una localización seria para rodar esta, y para darle el ambiente más icónicamente americano imaginable, sólo había un lugar al que ir: España".

## Emisión y recepción
Las mediciones nocturnas de audiencia mostraron que 6,6 millones de espectadores vieron el episodio en directo, la audiencia nocturna más alta de la temporada hasta la fecha, y el tercer programa más visto del día. Las mediciones definitivas fueron de 8,42 millones de espectadores, siendo el episodio más visto de la temporada hasta entonces. La puntuación de apreciación fue de 85, considerada "excelente".
Un pueblo llamado Misericordia recibió generalmente críticas positivas y mezcladas. Matt Risley de IGN le dio al episodio un 8,5 sobre 10, calificándolo como "una aventura de peso, progresiva, suntuosa y entretenida". Alabó a Whithouse y Metzstein por lograr el ambiente adecuado y encontró como punto álgido del episodio la incertidumbre moral del Doctor. Dan Martin de The Guardian lo describió como "un dilema moral complejo rebosante de diálogos afilados". Escribió que fue Gillan la que "emergió como la verdadera estrella del episodio", citando la conversación de Amy con el Doctor sobre cómo le había afectado viajar solo. Keith Phipps de The A.V. Club le dio al episodio un Notable alto, encantándolo que gran parte del tiempo discutieran el tema moral.
Fuller del Daily Telegraph le dio 4 estrellas sobre 5, llamándolo una "pieza de drama adulto absorbente y llena de pensamiento". Alabó la interpretación calmada de Smith y sus conversaciones con Jex. Aunque también alabó la escena "bien desarrollada" entre el Doctor y Amy, pensó que el episodio fue "un desperdicio del talento interpretativo de Gillan y Darvill" ya que los dos no aparecían mucho. Morgan Jeffery de Digital Spy también le dio 4 estrellas, alabando la atmósfera de western y la forma en que se manejó la oscuridad del Doctor. También encontró que Browder trajo la autenticidad americana a su papel que un actor británico no hubiera podido lograr. Sin embargo, como Fuller, pensó que la marginación de Amy y Rorty era "uno de los pocos defectos".
Steven Cooper de Slant Magazine lo describió como "un episodio muy agradable", aunque notó que "la conclusión de la historia es una pequeña decepción tras la excedencia que la precedía", porque los asuntos entre Jex y el Doctor se quedaron sin resolver. Neela Debnath, para The Independent, alabó el "brillante giro" de que Kahler-Jex fuera el villano en lugar del Pistolero. Encontró que empujar a Jex a punta de pistola estaba "completamente fuera de lugar" para el Doctor, pero lo interpretó como un anticipio de la marcha de Amy y Rory. De forma similar, Charlie Jane Anders de io9 pensó que la decisión del Doctor de dejar a Jex morir estaba "fuera del personaje". Criticó al Pistolero por no usar sus supuestamente avanzados sistemas de apuntar para matar a Jex o hacer que la gente del pueblo se fuera para que no tuviera escudos humanos. Además, según ella, el episodio en general "pareció como un episodio de Star Trek: Deep Space Nine trasplantado al lejano Oeste".
Ian Berriman de SFX le dio a Un pueblo llamado Misericordia 3,5 estrellas sobre 5. COmentó que el debate ético lo convirtió en "una historia sorprendentemente madura", pero de otro modo, los tropos del Oeste lo hicieron "ocasionalmente parecer demasiado para la familia". También pensó que le faltaban "otro giro o dos", ya que gran parte del episodio estaba dedicado a averiguar qué hacer con Jex, más que en descubrir más sobre él. Berriman también tuvo un par de "quejas" sobre la trama: el Pistolero pudo simplemente entrar en la ciudad y llevarse a Jex, o el Doctor pudo llevarse a Jex en la TARDIS. Dave Golder de la misma revista calificó el episodio como un "decepcionante" episodio de ciencia ficción y Oeste, escribiendo: "Hay algunas cosas geniales en este episodio... pero en un programa que normalmente tiene tantas reinvenciones divertidas, demasiado de Un pueblo llamado Misericordia tenía el aspecto de ya visto antes". Patrick Mulkern de Radio Times fue más crítico, diciendo que "ni se lo creyó" ni "lo sintió". Pensó que los westerns y Doctor Who eran dos cosas que "nunca empastaron bastante" y también criticó el "lánguido ritmo" y el hecho de que Rory tenía poco que hacer. Sin embargo, alabó el "maravilloso" decorado y "el juego moral inteligentemente construido".